# Тимирязевский район (Москва)
Тимиря́зевский райо́н — район в Москве, расположенный в Северном административном округе, которому соответствует внутригородское муниципальное образование муниципальный округ Тимирязевский.

## История
Ранее здесь находились село Петровско-Разумовское и сельцо Астрадамово.

### Бывший Тимирязевский район
Первоначально Тимирязевский район Москвы был образован в 1941 году решением исполнительных комитетов московского областного и московского городского советов депутатов трудящихся от 22 мая 1941 г. № 1477/20/33 путём выделения из Октябрьского района. Этот район, занимавший обширную территорию на севере города, просуществовал до 1991 года.

### Создание современного района
В 1991 году в Москве была проведена административная реформа. Вместо прежних районов были образованы 10 административных округов, в том числе Северный административный округ и в его составе временный муниципальный округ «Тимирязевский», занимавший лишь небольшую часть бывшего Тимирязевского района. В 1995 году временный муниципальный округ был преобразован в современный Тимирязевский район.
В 2002 году в состав территории района вошла территория ТСХА.

## Территория и границы
Границы Тимирязевского района и внутригородского муниципального образования «Тимирязевское» располагаются по:
- Оси Большой Академической улицы
- Осям полос отвода: Октябрьской ЖД и Малого кольца МЖД
- Западной границе полосы отвода Савёловского направления МЖД
- Южной границе полосы отвода Рижского направления МЖД до Бутырской улицы
- Оси отвода Рижского направления МЖД от Бутырской улицы
- Юго-западной и западной границам территории парка РГАУ-МСХА им. К. А. Тимирязева.

## Население
| 2002    | 2010    | 2012    | 2013    | 2014    | 2015    | 2016    |
| ------- | ------- | ------- | ------- | ------- | ------- | ------- |
| 84 098  | ↘81 889 | ↗82 794 | ↗82 837 | ↗83 243 | ↗83 299 | ↗83 324 |
| 2017    | 2018    | 2019    | 2020    | 2021    | 2023    | 2024    |
| ↗83 394 | ↗83 641 | ↗83 712 | ↗83 824 | ↘82 844 | ↘81 940 | ↗82 774 |

### Национальный состав
По итогам переписи населения 2020 года проживали следующие национальности (национальности менее 0,1 % и другое, см. в сноске к строке «Другие»):
| Национальность | Численность, чел. | Доля     |
| -------------- | ----------------- | -------- |
| Русские        | 65 637            | 79,23 %  |
| Армяне         | 708               | 0,85 %   |
| Татары         | 579               | 0,70 %   |
| Украинцы       | 367               | 0,44 %   |
| Азербайджанцы  | 275               | 0,33 %   |
| Грузины        | 246               | 0,30 %   |
| Евреи          | 237               | 0,29 %   |
| Узбеки         | 208               | 0,25 %   |
| Чеченцы        | 148               | 0,18 %   |
| Белорусы       | 86                | 0,10 %   |
| Другие         | 14 353            | 17,33 %  |
| Итого          | 82 844            | 100,00 % |

## Достопримечательности
На территории района находится особо охраняемая природная территория «Комплексный заказник „Петровско-Разумовское“», который состоит из двух частей: парка «Дубки» и лесной опытной дачи (ЛОД) академии имени К. А. Тимирязева. В 2010 году статус заказника был отменен.
В районе также есть несколько памятников истории и культуры, основной из которых — усадьба Петровско-Разумовское с многочисленными постройками и парком. Памятники великим учёным расположились вблизи Тимирязевской сельскохозяйственной академии, а в её учебных корпусах — 3 музея, открытых для посетителей (в том числе Музей коневодства), и около 15-ти музеев для занятий студентов.

## Парки и скверы

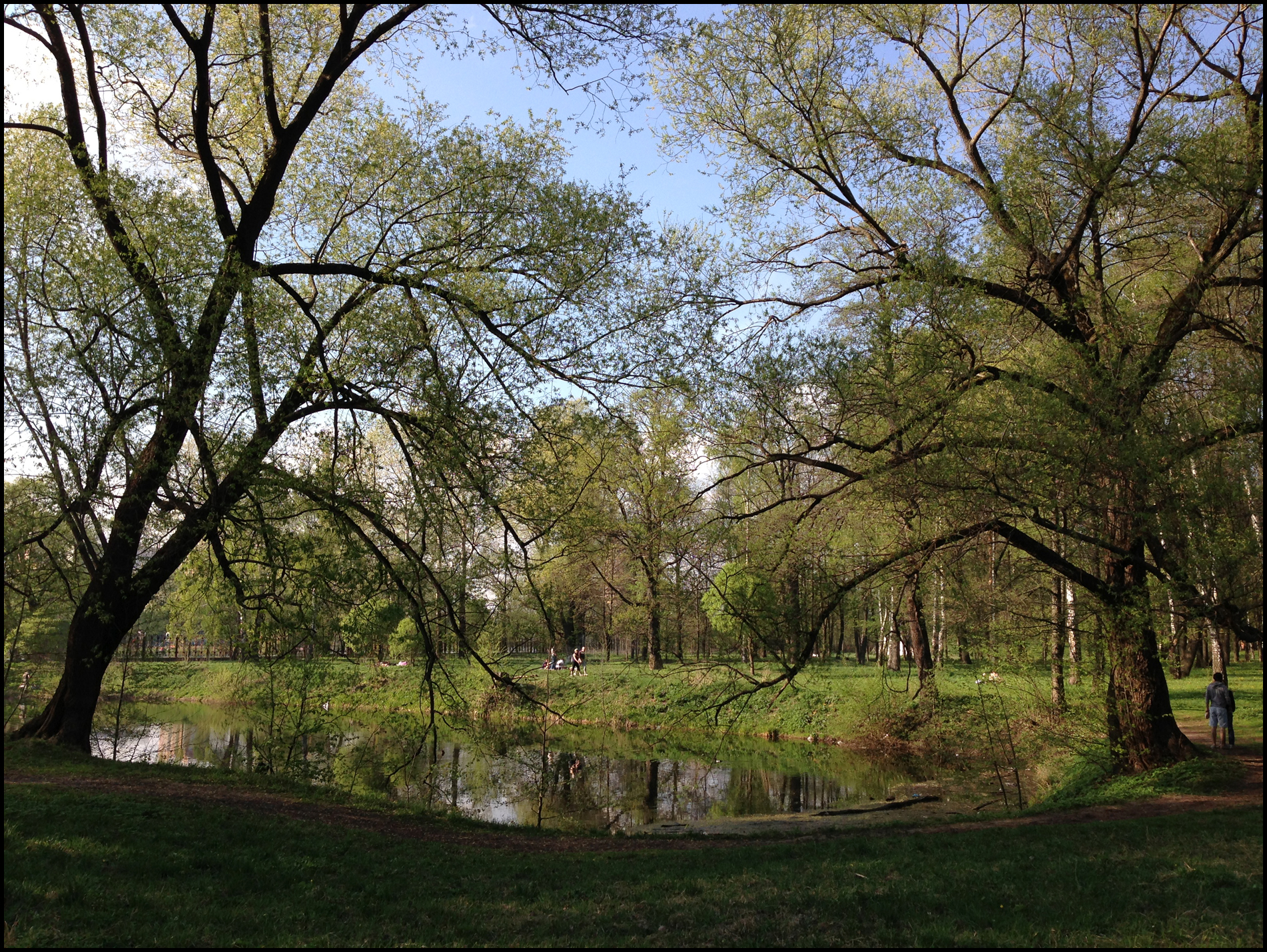
Тимирязевский парк

### Тимирязевский парк
Лесопарк располагается на территории между улицами Большая Академическая, Тимирязевская и Вучетича. Его площадь составляет более 230 гектаров.
В XVI веке в районе лесопарка находилось село Семчино, позднее переименованное в Петровско-Разумовское. В XVII веке село принадлежало Кириллу Нарышкину, деду Петра I. В 1865 году усадьба на территории села была выкуплена государством под создание Петровской земледельческой и лесной академии (сегодня Московская сельскохозяйственная академия имени К. А. Тимирязева) с лесной опытной дачей, которую организовал лесовод Альфонс Варгас-де-Бедемар. Лесной массив был поделен на 14 кварталов, где проводилось изучение роста различных пород деревьев.
Тимирязевский парк представляет собой практически сплошной лесной покров. Флору лесопарка составляют вековые дубы, берёзы, а также множество растений из Красной книги города Москвы: ландыши, линнея, печёночница, синюха, касатик аировидный, кувшинка белоснежная, ветреница лютиковая, незабудка болотная, подлесник европейский, колокольчик раскидистый, нивяник обыкновенный и другие растения. Животный мир составляют ежи, белки, водяная ночница, ястребы, совы и мелкие птицы — поползни, юрки, кукушки, зяблики, овсянки, соловьи, зарянки. В северной части лесопарка располагается Большой садовый пруд с пляжной зоной, на нем гнездятся обыкновенный гоголь и хохлатая чернеть, а в самом пруду водится линь. Пруд образован рекой Жабенкой, притоком реки Лихоборки, который протекает на территории парка (частично на поверхности, частично в подземном коллекторе).
Сегодня на территории Тимирязевского парка располагаются несколько корпусов, лесная опытная дача и плодовая станция Московской сельскохозяйственной академии имени А. К. Тимирязева, а также Овощная опытная станция им. В. И. Эдельштейна. В северной части парка сохранилось главное здание Петровской земледельческой и лесной академии, построенное архитекторами Петром Кампиони и Николаем Бенуа на месте обветшавшей и впоследствии разобранной усадьбы Петровско-Разумовское. Сегодня здание является объектом культурного наследия федерального значения, в нём размещена Московская сельскохозяйственная академия имени К. А. Тимирязева. На территории парка также сохранился грот, построенный в 1806 году Адамом Менеласом. Он печально известен тем, что предположительно именно здесь в 1869 году членами революционного кружка «Народная расправа» во главе с Сергеем Нечаевым был убит студент Иван Иванов. Эти события легли в основу романа Фёдора Михайловича Достоевского «Бесы».

### Парк «Дубки»

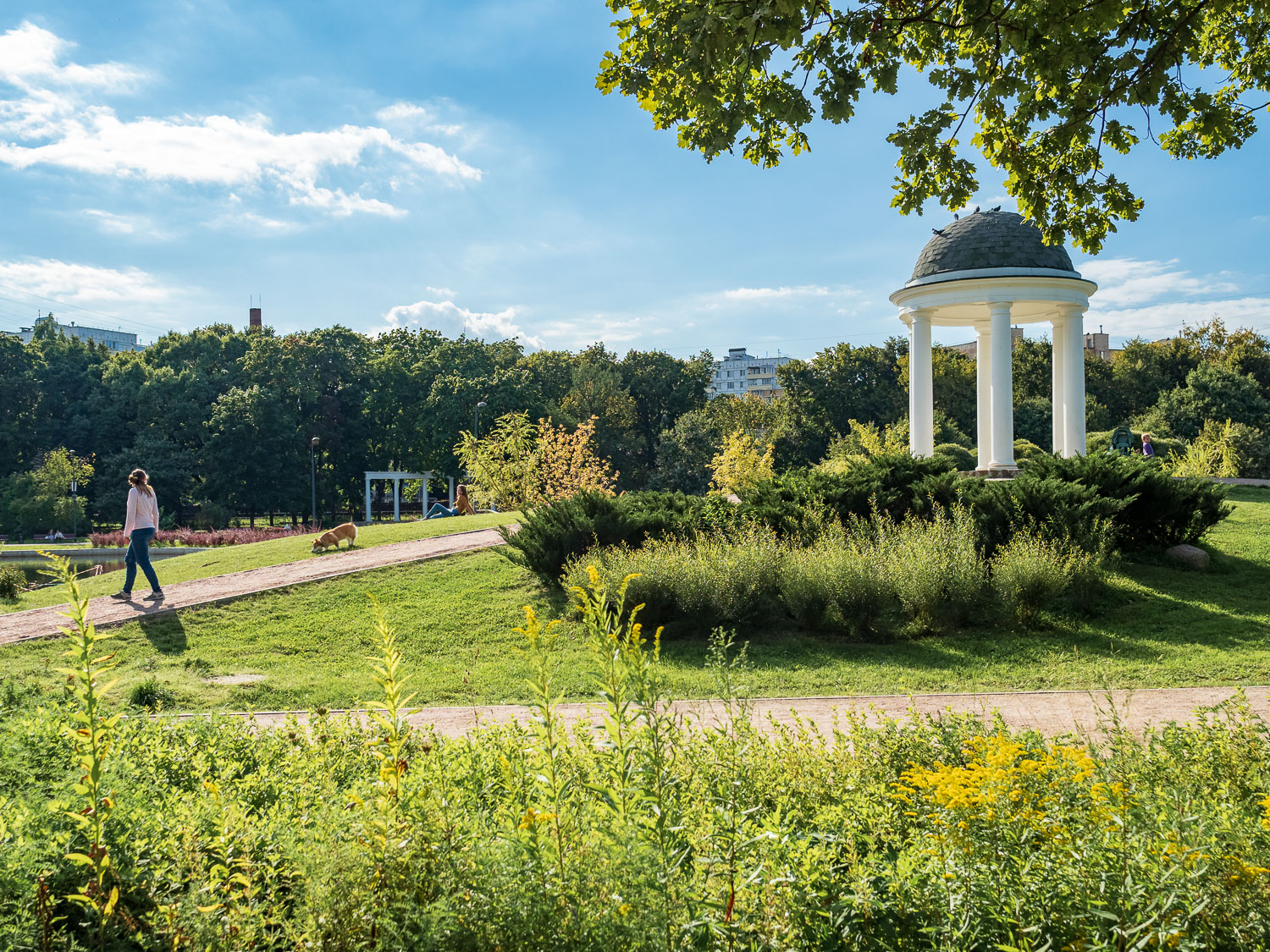
Парк «Дубки» в 2020 году

Парк площадью около 17 гектаров располагается на пересечении Ивановского проезда и улицы Немчинова по адресу: ул. Дубки, д. 6. Парк представляет собой дубраву с подлеском из орешника, рябины и берёзы.

Название «Дубки» он получил уже после Великой Отечественной войны. Изначально безымянная дубовая роща располагалась рядом с территорией усадьбой Петровское-Разумовское и была отделена от неё лугом. 

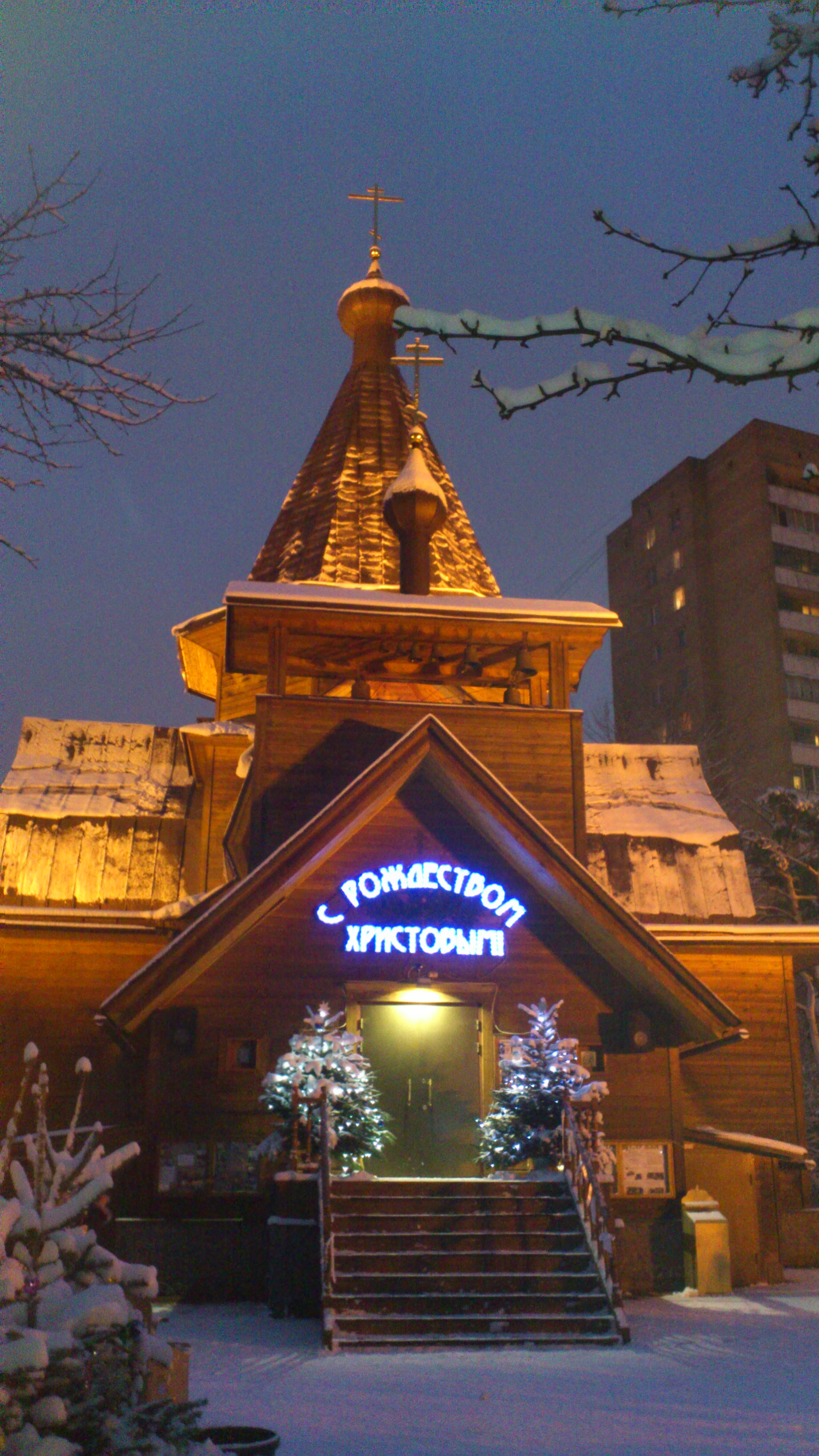
Храм Святителя Николая Чудотворца у Соломенной сторожки

В 2019 году в парке прошло комплексное благоустройство. Здесь очистили пруды, благоустроили набережную, вдоль которой высадили цветы и кустарники, установили скамейки и опоры освещения, а также отреставрировали колоннаду вдоль западной границы парка и ротонду между прудами — у неё заменили крышу и покрасили колонны. Были обновлены и прогулочные дорожки — в центральной части парка уложили плитку с узором в клетку, а в лесистой части дорожки имитируют естественные природные тропы. Для детей в парке оборудовали три игровые площадки для разных возрастов. Для активного отдыха в «Дубках» построили новые спортивные площадки — площадку для игры в волейбол, теннисные корты, хоккейную коробку с трибунами и воркаут-площадки, а также установили столы для игры в настольный теннис.

### Сквер на Большой Академической улице
Сквер площадью около 7 гектаров был обустроен в 2019 году по программе «Мой район». Он разместился на пустынном участке Большой Академической улицы от Академического проезда до улицы Прянишникова, который раньше носил название Жабенский луг — по реке Жабенка, спрятанной в коллектор. Здесь проложили прогулочные дорожки, установили скамейки для отдыха и около сотни фонарей. Для детей в сквере построили детскую площадку с тремя игровыми комплексами с горками, лазалками и скалодромами. Для активного отдыха была оборудована воркаут-площадка с турниками и тренажёрами.

### Сквер у префектуры САО
Сквер площадью чуть более 2 гектаров располагается около здания префектуры САО по адресу Тимирязевская улица, дом 27. В 2005 году, к 60-летию Победы в Великой Отечественной войне, в нём был установлен монумент, изображающий фигуру женщины с распростёртыми руками. Его авторами выступили скульпторы Антон и Наталья Вяткины и архитектор Андрей Миронов. В 2017 году в сквере была обновлена инфраструктура. Здесь заменили на плиточное покрытие прогулочных дорожек, обустроили воркаут-зону с разновысотными турниками и брусьями для занятий спортом, две детские площадки сс травмобезопасным покрытием, а также восстановили теннисный корт и снабдили его профессиональным покрытием «хард».

## Транспорт

### Трамвай
По территории района проходят трамвайно-автобусные маршруты № 27, 29.

### Автобус
По территории района проходят автобусные маршруты: м40, т36, 447, м32, т78, 82, 114, 123, 149, 167, 170, 191, 194, 204, 206, 215, 215к, 282, 319, 427, 466, 591, 656, 672, 677, 763, 801.

### Метро
Вдоль восточной границы района проходят участки Серпуховско-Тимирязевской и Люблинско-Дмитровской линий Московского метрополитена. На территории района расположены выходы станций метро «Тимирязевская», «Петровско-Разумовская», «Окружная» и станции МЦК «Окружная».

### Монорельс (закрыт)
Недалеко от восточной границы района располагалась станция Тимирязевская Московского монорельса, который связывал Останкинский, Тимирязевский и Бутырский районы, станции метро ВДНХ, Фонвизинская и Тимирязевская. С 2025 года монорельс больше не работает.

### Железнодорожный транспорт
На территории района находится платформа Петровско-Разумовская Октябрьской железной дороги. На границах района находятся платформы Дмитровская и Гражданская Рижского направления, Тимирязевская и Окружная Савёловского направления МЖД.

## Образование
Школы:
Школа № 1454 «Тимирязевская»
Школьная образовательная площадка «Астрадамская»
ГБОУ Школа № 1454 Центр образования «Тимирязевский»
Школьное отделение «Лиственничная аллея»
ГБОУ Школа N° 52 ОП N°2 Тимирязевская
ГБОУ Школа №1213
ВУЗы:
Высшая школа печати и медиаиндустрии Московского политехнического университета
Российский государственный аграрный университет — МСХА им. К. А. Тимирязева
Московский государственный университет природообустройства

## Религия
Домовой храм священномученика Ионна Артоболевского при МСХА им. К. А. Тимирязева
Храм Дмитрия Донского, 1-й московский кадетский корпус
Храм Святителя Николая Мирликийского у Соломенной Сторожки

## Автомобильные дороги

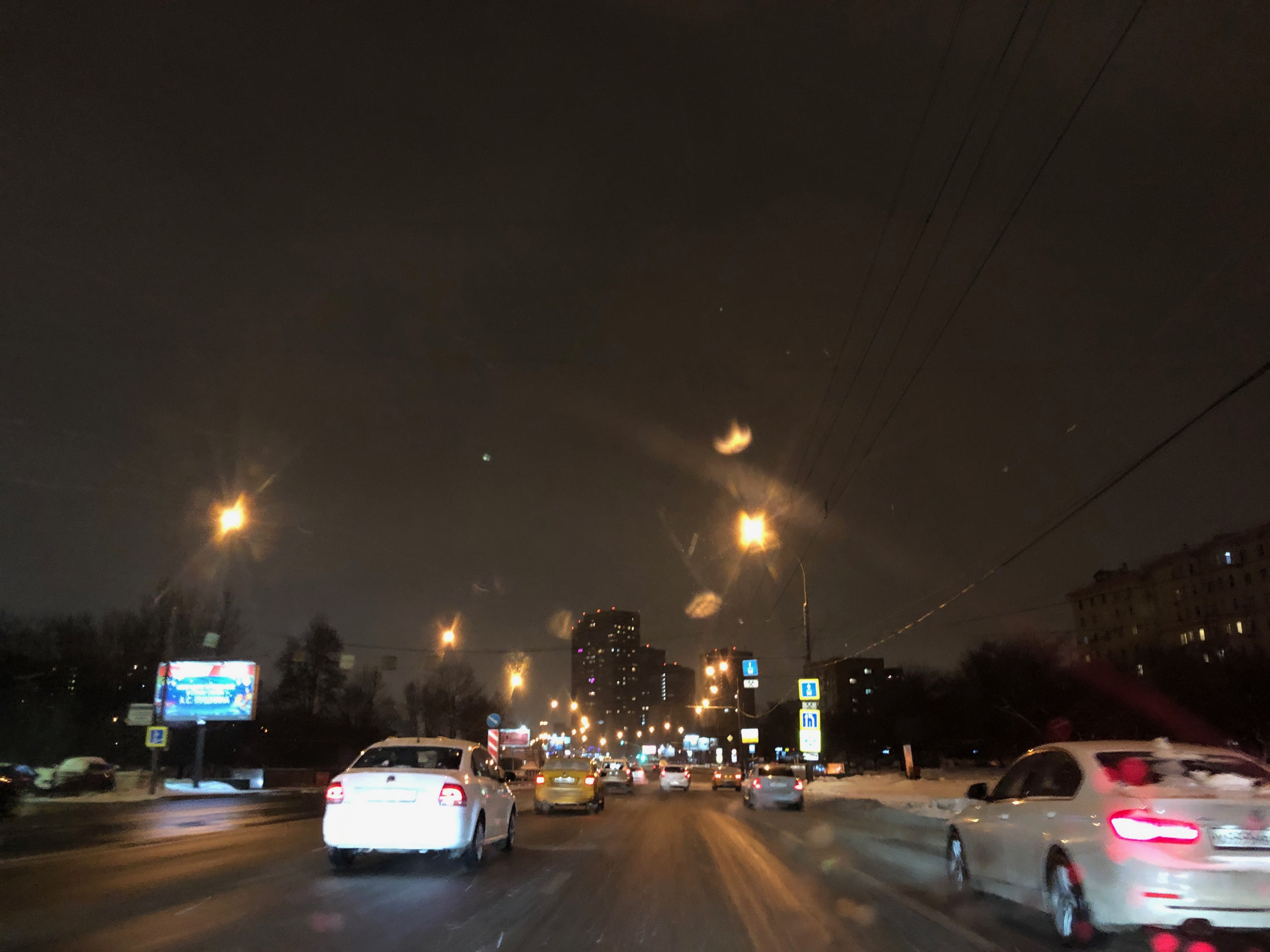
Дмитровское шоссе

Основная транспортная магистраль — Дмитровское шоссе.
Среди крупных улиц можно отметить Большую Академическую улицу и её продолжение 3-й Нижнелихоборский проезд, улицы Тимирязевскую и Линии Октябрьской Железной Дороги, Красностуденческий проезд.
Через район будет проложена одна из крупнейших магистралей Москвы — Северо-Западная хорда, в состав которой будут включены Большая Академическая улица, 3-й Нижнелихоборский проезд и Станционная улица.
В рамках строительства 2 участка Северо-Западной хорды предполагается реконструкция Большой Академической улицы на всём протяжении. В том числе будет построен тоннель под перекрёстком улиц Прянишникова и Михалковской и левоповоротный тоннель с Большой Академической улицы на проектируемую трассу Москва — Санкт-Петербург.
В ходе реконструкции Дмитровского шоссе в 2012—2013 годах в районе пересечения с Третьим Нижнелихоборским проездом появился шестиполосный транспортный тоннель.
Кроме строительства тоннеля проект предусматривает расширение Третьего Нижнелихоборского проезда до шести полос от Дмитровского шоссе в сторону Локомотивного проезда, создание пешеходного перехода над тоннелем, соединённого с тремя подземными пешеходными переходами.